# Arrondissement de Falkenberg-en-Haute-Silésie

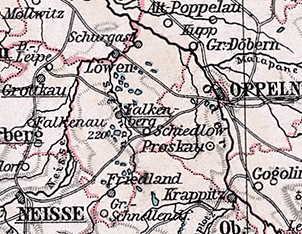
L'arrondissement de Falkenberg-en-Haute-Silésie en 1905

L'arrondissement de Falkenberg-en-Haute-Silésie est un arrondissement prussien de Haute-Silésie qui existe de 1743 à 1945. Son chef-lieu est la ville de Falkenberg-en-Haute-Silésie. L'ancien territoire de l'arrondissement fait maintenant partie de la voïvodie polonaise d'Opole.

## Histoire
Après la conquête de la majeure partie de la Silésie, le roi Frédéric II introduit des structures administratives prussiennes en 1742 en Basse-Silésie et en 1743 également en Haute-Silésie. Celles-ci comprennent la création de deux chambres de guerre et de domaine (de) à Breslau et Glogau, ainsi que leur division en arrondissements et la nomination d'administrateurs d'arrondissement (de). Les administrateurs des arrondissements de Haute-Silésie ont été nommés sur proposition du ministre prussien de Silésie Ludwig Wilhelm von Münchow, ce que Frédéric II accepte en février 1743.
Dans la principauté d'Oppeln, l'une des sous-principautés silésiennes, des arrondissements prussiens sont formés à partir des anciens faubourgs silésiens, dont l'arrondissement de Falkenberg,. L'arrondissement de Falkenberg est initialement subordonné à la Chambre de la guerre et du domaine de Breslau et est affecté au district d'Oppeln dans la province de Silésie au cours des réformes Stein-Hardenberg.
Lors de la réforme des arrondissements du 1er janvier 1818 dans le district d'Oppeln, les limites de l'arrondissement sont modifiées comme suit : 
- Les villages de Bauschwitz, Bielitz, Groß Mahlendorf, Hermannshof, Kaltecke (de), Lamsdorf et Schaderwitz sont transférés de l'arrondissement de Neisse (de) à l'arrondissement de Falkenberg.
- Les villages de Grüben et Sonnenberg sont transférés de l'arrondissement de Grottkau à l'arrondissement de Falkenberg.
- Les villages de Baumgarten, Ellguth-Friedland, Ellguth-Tillowitz, Floste, Groditz, Hammer, Jamke, Michelsdorf, Piechotzütz, Plieschnitz, Puschine, Sabine, Schedliske, Schiedlow, Seifersdorf, Sokollnik, Tillowitz, Weiderwitz et Woistrasch sont transférés de l'arrondissement d'Oppeln (de) à l'arrondissement de Falkenberg.

Le 8 novembre 1919, la province de Silésie est dissoute et la nouvelle province de Haute-Silésie est formée à partir du district d'Oppeln.
Le 30 septembre 1929, conformément aux développements dans le reste de l'État libre de Prusse, une réforme territoriale a lieu dans l'arrondissement de Falkenberg-en-Haute-Silésie, dans laquelle tous les districts de domaine, à l'exception du terrain d'entraînement militaire de Lamsdorf (de), sont dissous et attribués aux communes voisines.
Le 1er avril 1938, les provinces prussiennes de Basse-Silésie et de Haute-Silésie sont réunies pour former la province de Silésie. Le 18 janvier 1941, la province de Silésie est dissoute. La nouvelle province de Haute-Silésie est formée à partir des districts de Kattowitz et d'Oppeln.
Au printemps 1945, le quartier est occupé par l'Armée rouge. À l'été 1945, l'arrondissement est placé sous administration polonaise par les forces d'occupation soviétiques conformément à l'Accord de Potsdam (de). L'afflux de civils polonais commence dans l'arrondissement. Dans la période qui suit, la majeure partie de la population allemande est expulsée de l'arrondissement ; il est interdit à ceux qui restent d'utiliser la langue allemande.

## Évolution de la démographie
| Année | Habitants | Source |
| ----- | --------- | ------ |
| 1795  | 15 184    | [ 5 ]  |
| 1819  | 23 828    | [ 6 ]  |
| 1846  | 36 490    | [ 7 ]  |
| 1871  | 40 585    | [ 8 ]  |
| 1885  | 40 186    | [ 9 ]  |
| 1900  | 38 000    | [ 10 ] |
| 1910  | 37 526    | [ 10 ] |
| 1925  | 38 772    | [ 11 ] |
| 1939  | 40 340    | [ 11 ] |

Au recensement de 1939, il y a 72 % des habitants sont catholiques et 28 % sont protestants.

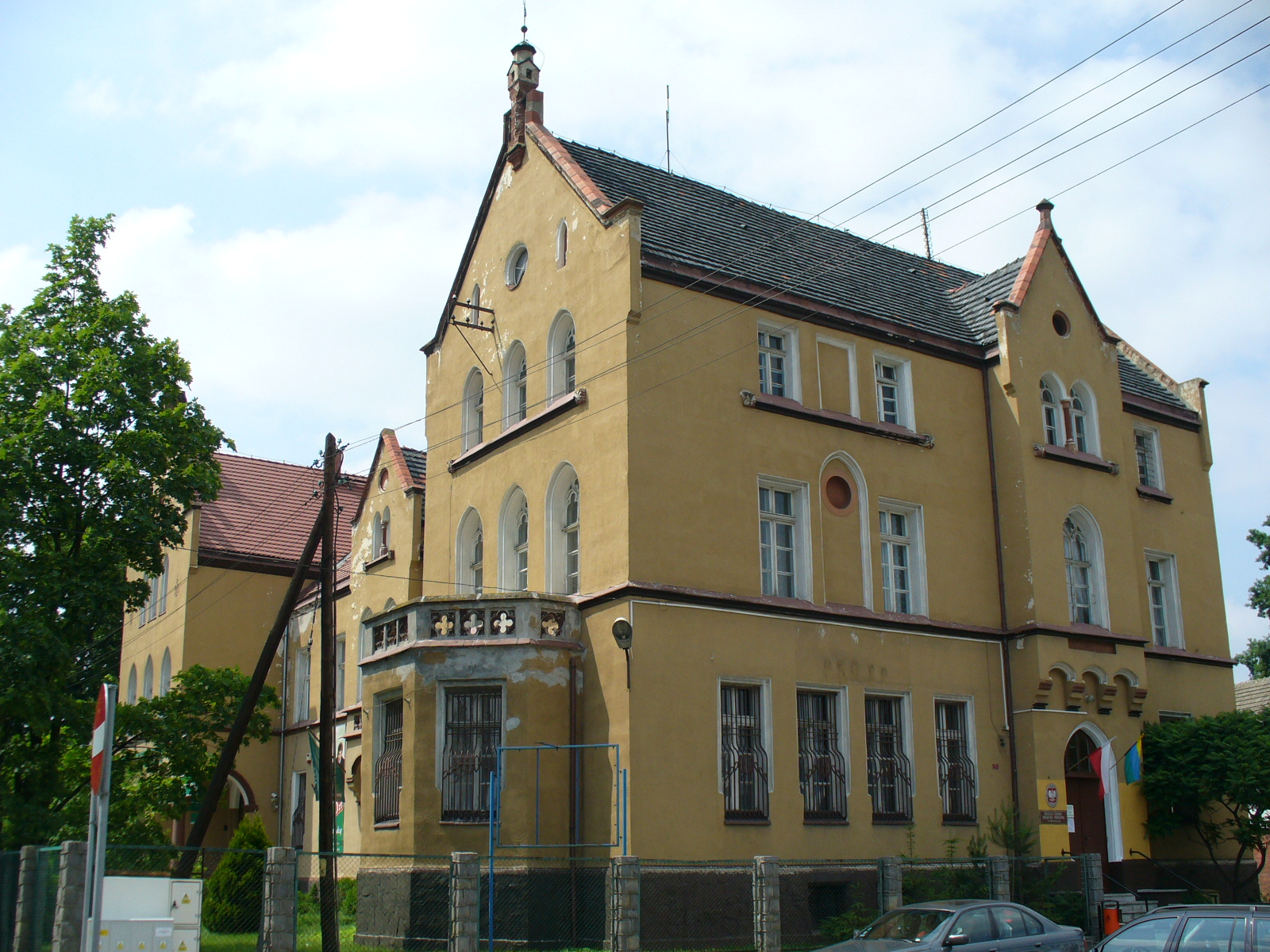
Le bâtiment du bureau de l'administrateur de l'arrondissement

## Administrateurs de l'arrondissement
1745–175900Carl Gottlieb von Larisch (de)
1762–177000Adam Friedrich von Eicke und Polwitz (de)
1770–178500George Heinrich von Tschirschky (de)
1785–180600Christian Friedrich von Arnstedt (de)
1813–181800Ludwig Wilhelm von Ziegler und Klipphausen-Dambrau (de)
1818–183800Johann von Kalinowsky
1839–184500Eduard Promnitz
1845–185600Hermann von Seherr
1858–186600Richard von Koppy
1866–188300Georg von Pückler
1883–190500Günther von Sydow (de)
1905–191300Rudolf von Zastrow
1913–191400Tortilowicz von Batocki
1914–191800Kurt von Reibnitz (de)
1918–193200Oskar Wackerzapp (de)
1932–193400Ernst Laux
1934–194300Joachim Heine
1934–194500Karl Lange (de)

## Constitution communale
L'arrondissement de Falkenberg-en-Haute-Silésie est divisé en villes de Falkenberg-en-Haute-Silésie, Friedland-en-Haute-Silésie et Schurgast, en communes et - jusqu'à leur dissolution presque complète en 1929 - en districts de domaine indépendants. Avec l'introduction de la loi constitutionnelle prussienne sur les communes du 15 décembre 1933 et le code communal allemand du 30 janvier 1935, le principe du leader est imposé au niveau communal. Une nouvelle constitution de l'arrondissement n'est plus créée; les règlements d'arrondissement pour les provinces de Prusse-Orientale et Occidentale, de Brandebourg, de Poméranie, de Silésie et de Saxe du 19 mars 1881 est toujours en vigueur.

## Communes
En 1936, l'arrondissement de Falkenberg comprend trois villes et 75 communes :
| - Arnsdorf - Baumgarten - Bauschwitz - Bielitz - Borkwitz - Brande - Dambrau - Deutsch Jamke (de) - Ellguth-Hammer - Ellguth-Tillowitz - Falkenberg-en-Haute-Silésie, ville - Floste - Friedland-en-Haute-Silésie, ville - Geppersdorf - Golschwitz - Graase - Groditz - Groß Mahlendorf - Groß Mangersdorf - Groß Sarne | - Groß Schnellendorf - Grüben - Guhrau - Guschwitz - Heidersdorf - Hilbersdorf - Hillersdorf - Jakobsdorf - Jamke - Jatzdorf - Julienthal (pl) - Karbischau - Kirchberg - Klein Mangersdorf - Klein Sarne - Klein Schnellendorf - Kleuschnitz (pl) - Korpitz - Lamsdorf - Lippen | - Mauschwitz - Michelsdorf - Mullwitz - Neuleipe - Niewodnik (de) - Nikoline - Norok - Nüßdorf - Petersdorf - Piechotzütz - Plieschnitz - Puschine - Ranisch - Raschwitz - Rauske - Rautke - Rogau - Roßdorf - Sabine - Schaderwitz | - Schedlau - Schedliske - Scheppanowitz (pl) - Scheppelwitz - Schiedlow - Schönwitz - Schurgast, ville - Seifersdorf - Sonnenberg - Sorge - Springsdorf - Stroschwitz - Tarnitze - Tillowitz - Weiderwitz - Weißdorf - Weschelle (pl) - Wiersbel |

Le terrain d'entraînement militaire non constituée en commune de Lamsdorf appartient également à l'arrondissement. Le 31 octobre 1928, les communes d'Ellguth-Friedland et de Hammer sont fusionnées pour former la commune d'Ellguth-Hammer, et les communes de Woistrasch et Floste pour former la commune de Floste-Woistrasch.

## Changements de noms de lieux
En 1936/37, de nombreuses communes de l'arrondissement sont renommées (parfois plusieurs fois)  :
| - Bauschwitz → Bauschdorf - Borkwitz → Borkenhain - Deutsch Jamke → Mittenwalde - Ellguth-Tillowitz → Steinaugrund - Golschwitz → Eichenried - Groditz → Burgstätte - Guschwitz → Buchengrund - Jamke → Heinrichshof - Korpitz → Korndorf - Mauschwitz → Mauschdorf - Niewodnik → Fischbach - Nikoline → Niklasfähre - Norok → Wolfsgrund - Piechotzütz → Pechwalde → Bauerngrund | - Plieschnitz → Fuchsberg - Puschine → Erlenburg - Raschwitz → Raschdorf → Rauschwalde - Sabine → Annahof - Schaderwitz → Schadeberg - Schedliske → Waldsiedel - Scheppanowitz → Stefansfeld - Scheppelwitz → Steffansgrund - Schiedlow → Goldmoor - Stroschwitz → Straßendorf - Tarnitze → Dornfeld - Weiderwitz → Weidendorf - Weschelle → Freudendorf - Wiersbel → Weidengut |

## Personnalités
- Wilhelm Goldmann (de) (1897–1974), éditeur (Goldmann Verlag (de))